# Pavel Pavlov
Pavel Pavlov est un lutteur bulgare spécialiste de la lutte gréco-romaine né le 9 juin 1953.

## Biographie
Pavel Pavlov participe aux Jeux olympiques d'été de 1980 à Moscou dans la catégorie des poids moyens et remporte la médaille de bronze.